# Nikephoros (Name)
Nikephoros bzw. Νικηφόρος, griechisch: der Sieg tragende oder der Sieg bringende, von νίκη (nike) „Sieg“ und φορεῖν (phorein) „tragen, bringen“, auch Nikiforos, lateinische Form: Nikephorus oder Nicephorus, ist ein männlicher Vorname.
Nikephoros ist der Name folgender Personen:

## Herrscher

### Nikephoros I.
- Nikephoros I. (Patriarch) (wohl 757/58–828), byzantinischer Geschichtsschreiber und Patriarch von Konstantinopel
- Nikephoros I. (um 760–811), byzantinischer Kaiser
- Nikephoros I. (Jerusalem), orthodoxer Patriarch von Jerusalem
- Nikephoros I. Komnenos Dukas Angelos (um 1240–um 1297), Despot von Epirus

### Nikephoros II.
- Nikephoros II. Phokas (912–969), byzantinischer Kaiser
- Nikephoros II. Orsini († 1359), Titular-Pfalzgraf von Kephalonia und Herrscher (Despot) von Epirus

### Nikephoros III.
- Nikephoros III. Botaneiates, byzantinischer Kaiser

## Caesaren, Regenten, Mitkaiser
- Nikephoros, byzantinischer Mitkaiser, Sohn des Artabasdos
- Nikephoros, byzantinischer Caesar und Thronprätendent, Sohn Konstantins V.
- Nikephoros Diogenes, byzantinischer Prinz und Mitkaiser unter Romanos IV., Dux von Kreta und Thronprätendent gegen Alexios I.
- Nikephoros Melissenos († 1104), byzantinischer General, Gegenkaiser und Kaisar unter Alexios I.
- Nikephoros Proteuon, byzantinischer Gouverneur von Bulgarien, kurzzeitiger Thronfolger Kaiser Konstantins IX.
- Nikephoros Synadenos, Neffe und kurzzeitiger Thronfolger des byzantinischen Kaisers Nikephoros III.
- Nikephoros Bryennios, byzantinischer Ethnarch und Rebell gegen Kaiser Michael VI.

## Usurpatoren
- Nikephoros Bryennios der Ältere, byzantinischer General und Usurpator gegen Kaiser Michael VII.
- Nikephoros Basilakes, byzantinischer General und Usurpator gegen Kaiser Nikephoros III.
- Nikephoros Phokas Barytrachelos († 1022), byzantinischer Patrikios und Usurpator

## Militärpersonen
- Nikephoros Ouranos, byzantinischer Militär
- Nikephoros Komnenos, byzantinischer General und Rebell gegen Kaiser Konstantin VIII.
- Nikephoros Bryennios († 1136), byzantinischer Militär, Politiker und Historiker
- Nikephoros Xiphias, byzantinischer General und Rebell gegen Kaiser Basileios II.

## Gelehrte
- Nikephoros Blemmydes, griechischer Mönch des 13. Jahrhunderts, Mediziner und Erzieher
- Nikephoros der Hesychast, griechischer Athos-Mönch des 13. Jahrhunderts, dessen Schriften in der Philokalie enthalten sind
- Nikephoros Kallistos Xanthopulos, griechischer Kirchenhistoriker
- Nikephoros Gregoras (* ca. 1295; † 1360), byzantinischer Historiker, Theologe, Schriftsteller und Astronom
- Nikiforos Diamandouros, griechischer Soziologe und Historiker
- Nikiforos Vrettakos, griechischer Schriftsteller

## Maler
- Nikiforos Lytras, griechischer Maler

## Kleriker
- Nikephoros I. (Patriarch) († 828), Patriarch von Konstantinopel, Geschichtsschreiber
- Nikephoros I. (Jerusalem), orthodoxer Patriarch von Jerusalem (1020)
- Nikephoros II. (Patriarch) Patriarch von Konstantinopel (1260–1261)
- Nikephoros (Protosynkellos) (um 1596), Protosynkellos des orthodoxen Patriarchen von Konstantinopel
- Nikephoros Tur († nach 1599), orthodoxer Archimandrit des Kiewer Höhlenklosters (1593–1599)
- Nikephoros von Alexandria, orthodoxer Patriarch von Alexandria (1639–1645)
- Nikephoros (Zypern), Erzbischof von Zypern
- Nikephoros von Milet, Bischof von Milet
- Nikiphoros der Wundertäter (Nikephorus der Aussätzige: 1890–1964), griechisch-orthodoxer Mönch und Heiliger
- Nikiforos (Bischof) (1931–2009), Bischof der griechisch-orthodoxen Kirche

## Heilige
- Nikephoros Cantacuzenos, ukrainischer Heiliger
- Nikephoros von Antiochia, Märtyrer und orthodoxer Heiliger

## Familienname
- Clemens Nikephorus, Mitbegründer des Sokolnitzkiklosters
- Hermann Nicephorus († 1625), barocker Philosoph